# Der Cop
Der Cop ist ein US-amerikanischer Thriller mit James Woods, den James B. Harris 1988 nach dem Roman Blut auf dem Mond von James Ellroy inszenierte.

## Handlung
Sergeant Lloyd Hopkins ist als Kriminalbeamter im Los Angeles Police Department mit einem brutalen Frauenmord in West Hollywood befasst. Diese Aufgabe hat für ihn die höchste Priorität und er setzt den Mord in Beziehung zu sechzehn weiteren unaufgeklärten Frauenmorden in den vergangenen fünfzehn Jahren. Seine Frau verlässt ihn, weil er ihrer Tochter Geschichten aus seiner Arbeit erzählt und sie ihn wegen seiner zynischen Weltsicht für gestört hält.
Bei dem Versuch, einen Verbrecher zu verhaften, erschießt ihn Hopkins. Danach flirtet er mit der Begleiterin des Toten und fährt sie nach Hause. Er schläft auch mit einer Bekannten der Ermordeten, die als Nebeneinkunft Swinger-Partys organisiert.
Die Spur führt über die Buchhandlung der Feministin Kathleen McCarthy an die High School, die die Frau besuchte. Sie erzählt ihm, dass sie damals von mehreren Mitschülern vergewaltigt wurde. Hopkins wird vom Dienst suspendiert, ignoriert das aber und bricht auf der Suche nach Hinweisen bei McCarthy ein. Danach foltert und erschießt er einen korrupten Streifenpolizisten, der an der Vergewaltigung beteiligt war. 
Der Film endet mit einem nächtlichen Showdown in der Turnhalle der High School. Dabei ergibt sich der Mörder – ein ehemaliger Mitschüler und anonymer Verehrer McCarthys –, aber Hopkins erschießt ihn trotzdem.

## Kritiken
Roger Ebert schrieb, James Woods verleihe dem Thriller seine Persönlichkeit und seinen Humor. Er sei „engagiert“ und „unkonventionell“, für die Rolle „geboren“.